# Robert Emms
Robert Emms, pseudonimo di Robert James MacPherson (Horley, 20 maggio 1986), è un attore britannico.

## Filmografia parziale

### Cinema
- Bucco Blanco, regia di Cassius Matthias – cortometraggio (2009)
- The Arbor, regia di Clio Barnard – documentario (2010)
- Anonymous, regia di Roland Emmerich (2011)
- War Horse, regia di Steven Spielberg (2011)
- Biancaneve (Mirror Mirror), regia di Tarsem Singh (2012)
- Broken - Una vita spezzata, regia di Rufus Norris (2012)
- Irreversible, regia di Lewis Metcalfe – cortometraggio (2013)
- Kick-Ass 2, regia di Jeff Wadlow (2013)
- Borg McEnroe, regia di Janus Metz Pedersen (2017)
- Jurassic World - Il regno distrutto (Jurassic World: Fallen Kingdom), regia di Juan Antonio Bayona (2018)
- This Christmas, regia di Chris Foggin (2022)
- Starve Acre, regia di Daniel Kokotajlo (2023)
- The Choral, regia di Nicholas Hytner (2025)

### Televisione
- Waking the Dead – serie TV, episodio 7x11 (2008)
- The Wrong Door – serie TV, episodi 1x03-1x04 (2008)
- The Street – serie TV, episodio 3x01 (2009)
- Monday Monday – serie TV, episodio 1x04 (2009)
- Scott & Bailey – serie TV, episodio 1x02 (2011)
- Atlantis – serie TV, 25 episodi (2013-2015)
- Capital - Mistero a Pepys Road (Capital) – serie TV, 3 episodi (2015)
- Happy Valley – serie TV, 4 episodi (2016)
- Gunpowder – miniserie TV, 3 puntate (2017)
- Cleaning Up – serie TV, 6 episodi (2019)
- Chernobyl – miniserie TV, 4 puntate (2019)
- His Dark Materials - Queste oscure materie (His Dark Materials) – serie TV, 6 episodi (2019)
- Four Lives - miniserie TV, 3 puntate (2022)
- Andor – serie TV, 10 episodi (2022-2025)
- Kaos – serie TV, 3 episodi (2024)

## Doppiatori italiani
Nelle versioni in italiano delle opere in cui ha recitato, Robert Emms è stato doppiato da:
- Davide Perino in Biancaneve, Broken - Una vita spezzata, Atlantis, Capital - Mistero a Pepys Road
- Nanni Baldini in Anonymous
- Luigi Morville in War Horse
- Daniele Giuliani in Kick-Ass 2
- Francesco Meoni in Gunpowder
- Luca Mannocci in Borg McEnroe
- Gianandrea Muia' in Cleaning Up
- Stefano Broccoletti in Chernobyl
- Stefano Brusa in His Dark Materials - Queste oscure materie
- Stefano Miceli in Andor